# Антонио Виларайгоса
Антонио Рамон Виларайгоса (на английски: Antonio Ramón Villaraigosa) е американски политик, 41-ви кмет на Лос Анджелис.

## Биография
Виларайгоса е роден на 23 януари 1953 година в квартал Бойл Хайтс, Лос Анджелис, щата Калифорния. В периода от 28 ноември 1987 до 5 октомври 2010 година негова съпруга е Корина Виларайгоса, от която има две деца.
На 1 юли 2005 година встъпва в длъжност като кмет на Лос Анджелис, от 1872 година дотогава латиноамериканец не е избран.